# Escroquerie
« Arnaque » redirige ici. Pour les articles homophones, voir Arnac et Harnack.
L’escroquerie est le fait, soit par l'usage d'un faux nom ou d'une fausse qualité, soit par l'abus d'une qualité vraie, soit par l'emploi de manœuvres frauduleuses, de tromper une personne physique ou morale et de déterminer ainsi, à son préjudice ou au préjudice d'un tiers, à remettre des fonds, des valeurs ou un bien quelconque, à fournir un service ou à consentir un acte opérant obligation ou décharge. Depuis les années 1990, une escroquerie en ligne s'est développée avec l'Internet.
Certains types d'escroquerie relèvent de la criminalité financière ou « en col blanc ». En France, l'escroquerie est punie de cinq ans d'emprisonnement et de 375 000 € d'amende. En Chine, l'escroquerie peut être passible de la peine de mort.

## Techniques

### Cavalerie
Une cavalerie est une escroquerie basée sur la collecte de nouveaux fonds et pour effectuer les remboursements des anciens fonds visant à donner confiance. Une vitrine fictive sert à expliquer les gains auprès des bailleurs de fonds.
L'exemple canonique est basé sur une fausse entreprise qui ouvre des comptes dans deux banques. Un premier emprunt est fait dans la première banque, l'argent sert à justifier auprès de la seconde banque la possibilité de faire un nouvel emprunt (plus gros), qui sert à payer le premier emprunt, etc. Le système s'écroule lorsque l'escroc n'obtient pas le n-ième prêt : il sait alors qu'il ne pourra pas rembourser le ou les prêts précédents qui lui restent et il est temps de clore l'escroquerie.
Une autre forme de cavalerie est basée sur les dates de valeur : une entreprise A demande à une entreprise B de lui faire un chèque d'un montant de cent, et lui fait également un chèque du même montant. Au jour d'encaissement de son chèque, l'entreprise A voit son compte crédité de cent. À cause des dates de valeur, le débit réel sur le compte de B ne sera fait que quelques jours après. De ce fait, de la « monnaie de singe » est créée (et créditée) sur les comptes de A et de B, qui devrait s'évaporer quelques jours plus tard, au moment du débit des comptes. Juste avant le jour du débit, l'entreprise A (qui a utilisé ou volé les cent crédités) fait appel à une autre entreprise C pour faire la même chose, mais avec un montant supérieur, puisqu'il faudra couvrir le chèque de cent fait à B. Ce jeu continue, jusqu'à ce que l'entreprise A ne trouve plus de complice acceptant la manigance. Le système s'effondre alors. Ce système peut même être amplifié avec les effets de commerce, payable qu'après 30, 60 ou même 90 jours.
En crédit à la consommation, on parle de cavalerie lorsqu'un client prend un crédit à la consommation pour en rembourser un autre qu'il n'arrive plus à rembourser. En général, le nouveau crédit pris est plus cher que le premier, puisque plus facile à contracter (exemple : crédit revolving). Le client entre alors dans une spirale négative : le second crédit n'est pas mieux remboursé que le premier, et le client est alors tenté de poursuivre la cavalerie, en trouvant un nouveau crédit à la consommation pour éponger le second. Ce procédé peut entraîner la banqueroute du client (voir faillite civile).

### Système de Ponzi
Une arnaque proche de la cavalerie est une système de Ponzi : on demande à un premier groupe d'investisseurs de l'argent, en promettant des rendements fabuleux, puis on convainc un deuxième groupe, dont les investissements permettent de payer les dividendes des premiers investisseurs (le fameux rendement), et ainsi de suite, chaque nouvel investisseur entrant permettant de payer les dividendes des investisseurs précédents.
Le système s'effondre lorsque l’escroc n'arrive plus à trouver de nouveaux investisseurs, ou lorsqu'il dépense une trop grande partie de l'argent qu'il a récupéré (dans les deux cas, il manque de liquidités), ou encore lorsque les investisseurs veulent récupérer leur mise de départ (on arrive à une situation de krach, qui est circonscrite à l'échelle des investisseurs impliqués, mais pouvant avoir des répercussions au-delà), ou enfin si les autorités bloquent les transactions.

### Prisonnière espagnole[3],[4]ou Malle Espagnole[5]
La prisonnière espagnole est un type d'escroquerie qui remonte à l'Espagne du XVIe siècle. Un seigneur recevait un message du type « Une princesse espagnole très riche et très belle est détenue par les Turcs, envoyez telle somme d'argent pour la libérer et elle viendra vous épouser ».
Remaniée, la technique est appliquée au XIXe siècle sous le nom de lettre de Jérusalem, puis renouvelée aux XXe et au XXIe siècles, où elle se retrouve notamment dans les courriels et les SMS (Fraude 4-1-9). Si les variantes sont très nombreuses, le concept de cette escroquerie est toujours de faire croire à la victime qu'elle recevra une énorme récompense à condition qu'elle accepte d'avancer une certaine somme d'argent. Un élément romantique y est ajouté afin de diminuer la vigilance de la victime.
La Prisonnière espagnole (1996) est un film qui s'inspire de cette escroquerie.
L'anglicisme romance scam est aussi employé.
Cette technique est utilisée sur des sites de rencontre gratuits, dans le but de soutirer une forte somme d'argent de façon. L'escroc, qui se fait passer pour une jeune et jolie femme envoie un message où il donne une adresse e-mail privée. La victime, un homme, lui répond et une correspondance privée s'engage. Au début la femme raconte sa vie, donne des éléments de sa vie, et raconte ses déceptions, et l'envie qu'elle a de rencontrer quelqu'un de bien. Elle envoie également quelques photos. L'homme victime répond et entre alors dans une correspondance suivie. Il ne se doute de rien, parce que les mails sont très plausibles et l'escroc s'arrange parfois pour y mettre quelques réponses à des questions posées. Progressivement, la femme semble tomber amoureuse, et expose des idées de mariage, disant à l'homme que celui-ci est l'homme de sa vie, elle veut absolument le rencontrer. Elle a l'impression qu'ils sont faits l'un pour l'autre.
L'homme y croit, et arrive le moment de la rencontre. Mais au dernier moment, un problème énorme se présente, et la femme demande de l'argent pour résoudre le problème. L'homme célibataire, déjà presque amoureux à distance, et voulant absolument rencontrer la personne, hésite, puis finit par envoyer de l'argent. Une fois l'argent envoyé, plus aucune nouvelle. L'escroc a réussi son coup.
Une variante de la précédente escroquerie consiste à faire croire au « pigeon » qu'une jeune et belle femme russe est traquée par la mafia qui l'a enlevée et battue (la femme porte des traces de violence physique) dans le but de la prostituer ; de surcroît les « proxénètes » menacent la famille de la jeune femme restée au pays de représailles sanglantes en cas d'indocilité de celle-ci. Pour plus de crédibilité de l'histoire, l'homme victime de l'escroquerie sera en contact physique avec les mafieux, qui le menaceront et le mettront à l'amende pour qu'il puisse « racheter la liberté » de la jeune femme (le « pigeon » ne doutera pas de l'existence des mafieux). La menace pesant sur la famille de la jeune femme le dissuadera d'avoir recours à la police. Après le paiement la jeune femme disparaîtra.
Cette variation sur un thème présente des avantages pour les escrocs par rapport à la version précédente. La victime étant mise en présence des protagonistes, elle ne pourra pas ignorer leur existence ; les relations effectives (notamment preuves électroniques) entre la victime de l'escroquerie et les escrocs ne pourront être établies ; la transaction étant réglée en espèces, sa traçabilité sera quasi nulle (le fisc pourrait également s'intéresser à l'origine de ces fonds) ; la peur des mafieux incitera la victime à la prudence (le doute sur la qualité mafieuse des escrocs n'étant pas effacé).
Ces arnaques reposent sur la création de liens affectifs forts qui sortent de toute logique habituelle et font appel à des émotions intenses. Ces émotions sont suscitées en ayant recours à des photos attractives, des profils de rêve sur des sites de rencontre, des lettres flatteuses, etc. La stratégie consiste principalement à obtenir de la victime qu'elle tombe amoureuse et ait envie d'être avec l'arnaqueur. La promesse d'un mariage est courante.
En anglais, ce genre de pratique est fréquemment nommé catfishing (« pêche au poisson-chat »), d'après le film Catfish et la série télévisée du même nom. Le but n'est pas toujours de soutirer de l'argent à la victime, il s'agit parfois plutôt d'une forme de jeu psychologique pour la personne qui trompe l'autre. Dans le cas où l'objectif consiste à soutirer de l'argent à une victime, il s'agit d'escroquerie sentimentale.

### Arnaque aux sentiments
Ce genre d'arnaque peut être effectué par des brouteurs. Terme qui provient du français de Côte d'Ivoire, « en référence au mouton, qui se nourrit sans effort », et à l'expression « couper l'herbe sous le pied » qui signifie voler, tromper dans l'argot nouchi. Les brouteurs se trouvent principalement en Côte d'Ivoire,,, au Bénin,, au Cameroun, au Nigéria (appelé Yahoo Boys),,, au Ghana. Ils font aussi d'autres arnaques comme les arnaques à la célébrité, les arnaques aux petites annonces, les arnaques à la sextorsion, les arnaques à l'escorte, etc..

### Arnaque à la célébrité
Sur les réseaux sociaux, et notamment sur Instagram, Facebook et Twitter , de faux profils usurpant l’identité de célébrités sont créés.
Les brouteurs sur Facebook et Twitter peuvent se faire passer pour des célébrités comme Kendji Girac, Jean-Baptiste Guégan, David Hallyday, Cyril Féraud, Elsa Esnoult, Julien Doré, Patrick Bruel, etc. pour vendre des fausses cartes fans offrant des avantages et aussi faire de l'arnaque aux sentiments.

### Arnaque à l'escorte
Sur les réseaux sociaux et sur les sites de rencontres adultes, les brouteurs peuvent se faire passer pour des escortes et ils demandent une avance sur le payement,. Beaucoup des escrocs faisant ce type d'arnaque sont des brouteurs au Bénin.

### Arnaque à la location
Les arnaqueurs procèdent également par le biais de fausses annonces de logement à louer, , en s'arrangeant pour obtenir un paiement avant la visite, visite qui ne se produira jamais. Ils peuvent aussi récupérer des papiers d'identité, des quittance de loyer, des factures de téléphone, gaz, électricité, etc. ce qui peut leur permettre d'ouvrir des comptes bancaires au nom des victimes.

### Arnaque au faux support technique
Ce type de fraude dite du faux support technique concerne tout type de machine informatique et de système d'exploitation. Le principe consiste à faire croire via un faux pop-up qui n'est en réalité qu'une publicité déguisée que l'ordinateur de la victime est infecté par un logiciel malveillant (par exemple) et à lui demander de régler une prétendue réparation,,,,.

### Arnaque à l'irlandaise
L'arnaque à l'irlandaise, est un type de vol par ruse. Plusieurs individus se présentant comme irlandais, parfois constituant ou semblant constituer une famille, se présentent aux victimes en leur racontant s'être fait voler leurs biens (papiers, argent et cartes) et ayant besoin d'argent pour faire le plein de carburant afin de rentrer en Irlande tout en leur assurant qu'il les rembourseront très rapidement - proposant éventuellement une reconnaissance de dette.

### Vente pyramidale

L'impossible progression géométrique d'une vente pyramidale classique : pour continuer à fonctionner, elle suppose de faire appel à un nombre de personnes supérieure à la population mondiale en quelques générations (dès le palier n° 13, en prenant pour hypothèses que le palier n° 1 comporte 1 personne, et que chaque personne en recrute 6 autres).

La vente pyramidale est une forme d'escroquerie dans laquelle le profit ne provient pas vraiment d'une activité de vente comme annoncé, mais surtout du recrutement de nouveaux membres. Le terme « pyramidale » identifie le fait que seuls les initiateurs du système (au sommet) profitent en spoliant les membres de base.
Ce système se camoufle fréquemment derrière les termes de « marketing multi-niveaux » ou « commercialisation à paliers multiples » (en anglais multi-level marketing ou « MLM »), bien que des différences fondamentales existent, qui permettent à certains pays d'interdire la vente pyramidale alors que la vente multiniveaux reste permise (notamment en France grâce au statut de VDI).
Le système de vente pyramidale peut être décelé par une disproportion entre la valeur réelle d'un bien à vendre (« paquet ») ou l'opacité qui entoure ce paquet, et l'argent procuré par le système de filleuls.
Internet connaît ses propres versions de systèmes pyramidaux, notamment avec le fameux spam Make Money Fast (en) dès 1988 environ.

### Démarchage en cycle court (alias «one shot»)
Technique « à l'arraché » qui permet de réaliser directement une vente B2B (inter-entreprises), sans que le client n'ait le temps de lire en détail le ou les contrats, alors qu'il n'aurait pas toujours accepté l'offre s'il avait eu le temps de lire lesdits contrats. Le client ne signe pas un contrat de vente, mais une licence d'exploitation ou un contrat de location. Il n'est pas propriétaire de son produit (et ce n'est pas toujours prévu dans le contrat). Le commercial fait également signer au client un deuxième contrat de crédit-bail (autrement dit une location avec option d'achat), sur 24 à 60 mois. Celui-ci finance le produit (même virtuel tel un site marchand) par mensualité de 100 à 500 euros. Le contrat d'exploitation du produit est revendu sous 48 heures au leaser (organisme de crédit-bail), qui commence immédiatement à prélever le compte du client, qui n'en avait parfois jamais entendu parler.

### Internet, smartphone et «e-escroqueries»
Les escroqueries en ligne, sur internet notamment, sont nombreuses et variées. L'escroquerie en ligne n'est pas considérée comme un crime distinctif, mais couvre une série d'actions illégales et illicites qui sont commises dans le cyberespace. On trouve par exemple l'escroquerie sentimentale ou la fraude 4-1-9.

### En téléphonie mobile
De nouvelles formes d'escroquerie sont apparues concernant les téléphones mobiles, avec en particulier le spam par SMS, consistant à inciter par SMS à rappeler un numéro surtaxé (en 0899), ou encore le « ping call », un appel d'une seule sonnerie ne laissant pas le temps de décrocher, que rappellent environ 20 % des destinataires qui n'ont pas conscience qu'il s'agit en fait d'un numéro surtaxé.

### Autres
- Activités dérivées du domaine paranormal[40]
- Bonneteau (avec des cartes à jouer)
- Une carambouille est une vente d'un produit qui n'appartient pas au vendeur[réf. souhaitée]
- Vol à la ramastic
- Escroquerie à la charité
- Émission intentionnelle de chèque sans provision (le caractère intentionnel doit être prouvé). Utilisation de chèques ou cartes bancaires volés ou falsifiés
- Remise de fonds sous contrainte (ex. : présence d'un chien malade ou agressif) pour faire pression sur la cible, extorsion de fonds
- Marchand de sommeil[41]
- Grivèlerie, non payement intentionnel de notes d'hôtel ou de restaurants
- Fraude à fertilité, l'insémination non consensuelle d'une patiente d'un médecin spécialiste de la fertilité avec son propre sperme.
- Le crash-for-cash est une fraude à l’assurance qui consiste à provoquer délibérément un accident souvent avec un usager de la route innocent. Le fraudeur peut également réclamer de l'argent liquide à la victime en échange de l'abandon des poursuites.

## Croque-escrocs
Certains internautes se sont spécialisés dans la lutte contre ces arnaques, et notamment le scam des brouteurs ou des fausses assistances techniques. On les dénomme « croque-escrocs » ou « scambaiters » ((en) scam étant « fraude » et bait « appât »). On peut aussi les appeler « chasseurs d'arnaqueurs »  ou « chasseurs de brouteurs » quand ils traquent les brouteurs.
Les croque-escrocs anglophones les plus connus sont Kitboga (en),,,, Jim Browning (en), RinoaPoison ou encore Scammer Payback (en),,,.
Les croque-escrocs francophones les plus connus sont le youtubeur et streamer Sandoz,,,, David connu sous le pseudo de Métabrouteur sur Twitter,,, Victor Baissait, spécialiste et enseignant en tech/web, webdesigner et journaliste,,,,,,, Lalain (sur Twitch et Youtube), ArnqueMoiSiTuPeux (sur Twitch, Youtube et TikTok), le vidéaste Mozinor et d'autres encore s'attaquent plus particulièrement aux fausses assistances Microsoft, comme c'est le cas de Centho sur Twitch ou Hackii.
Leur objectif est de faire perdre du temps et de l'argent à ces escrocs, qui se connectent en général depuis des cybercafés et qui paient donc leurs connexions. Il y aurait actuellement des croque-escrocs dans pratiquement tous les pays. Ils peuvent aussi donner des informations aux autorités et prévenir de potentielles victimes.
Ils peuvent aussi faire de la prévention sur les réseaux sociaux en expliquant les mécanismes des différentes arnaques comme sur Twitch, Youtube ou TikTok.
Il existe aussi des groupes Facebook qui luttent contre ce type d'arnaques en piégeant les brouteurs comme le « Neurchi de Brouteurs Broutés (NDBB)»[Quoi ?]  qui comprend plus de 16 000 membres,.

## Grandes escroqueries
- l'Affaire du collier de la reine (1785)
- l'affaire Helga de la Brache (1860-1885)
- l'affaire Stavisky (1933-1934)
- Victor Lustig, l'homme qui vendit la tour Eiffel
- l'affaire Thérèse Humbert (1880-1903)
- le système de Ponzi
- l'affaire des Avions renifleurs
- la lettre de Jérusalem (fin du XVIIIe siècle et XIXe siècle)
- l'escroquerie aux jades
- l'affaire Bernard Madoff, mise au jour en 2008
- l'affaire des fromages magiques
- en décembre 2015, l'affaire Martin Shkreli accusé d'être à la tête d'un système de Ponzi[69]
- Fraude à la TVA sur les quotas de carbone dont Grégory Zaoui fut un des initiateurs occasionna une perte de plus 6 milliards d’euros pour les États européens[70].
- Anna Anderson, qui s’est fait passer pour la princesse Anastasia Romanov de 1918 à 1990
- Han van Meegeren, l’un des plus importants faussaires contemporains.
- Moukhtar Abliazov : abus de pouvoir, détournement de fonds, évasion fiscale et « fraude à une échelle épique » pour plusieurs milliards de dollars.
- Frank Abagnale, Jr., spécialiste du changement d’identité, a volé des millions de dollars en se faisant passer pour un médecin, un pilote de ligne ou un avocat.